# Aleksander Paszyński

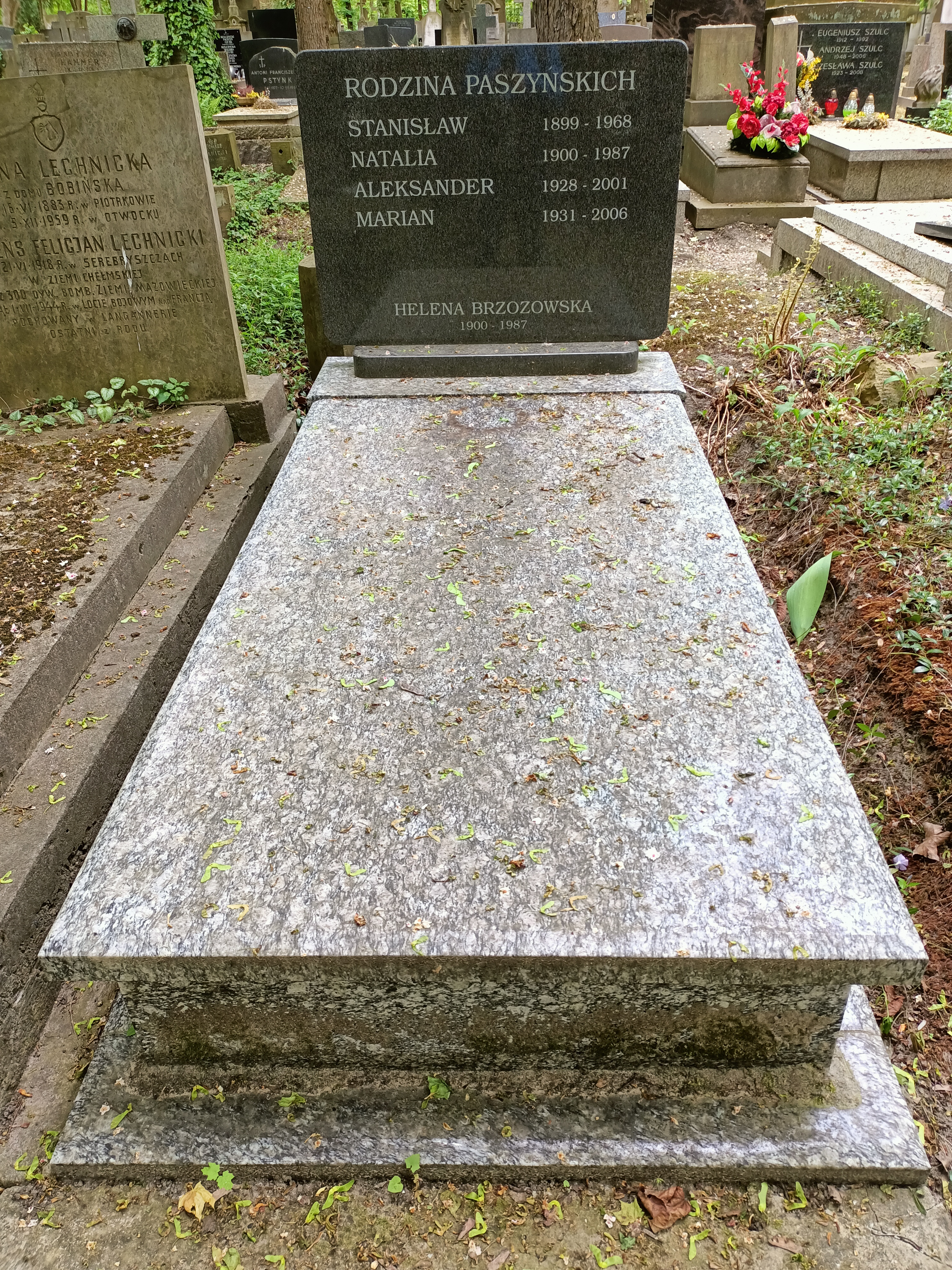
Grób Aleksandra Paszyńskiego na cmentarzu Powązkowskim

Aleksander Paszyński (ur. 18 stycznia 1928 w Kutnie, zm. 27 czerwca 2001 w Warszawie) – polski publicysta, polityk, senator I kadencji, minister gospodarki przestrzennej i budownictwa (1989–1991).

## Życiorys
Syn lekarza Stanisława (1899–1968) i Natalii (1900–1987). Starszy brat Mariana (1931–2006); miał młodszego brata Mariana. Ukończył I Liceum Ogólnokształcące im. Gen. Jana Henryka Dąbrowskiego w Kutnie, a następnie Wydział Dyplomatyczno-Konsularny Akademii Nauk Politycznych w Warszawie. Działał w OM TUR, ZNMS, ZAMP i Bratniej Pomocy, w drugiej połowie lat 40. był przewodniczącym warszawskiego komitetu Federacji Polskich Organizacji Studenckich.
W 1951 został zatrudniony w Państwowej Komisji Planowania Gospodarczego, potem pracował w Głównym Urzędzie Statystycznym. Od 1959 zajmował się dziennikarstwem. Zaczynał w tygodniku „Fundamenty”, od 1961 był związany z tygodnikiem „Polityka”, najpierw jako publicysta, od 1978 kierownik działu ekonomicznego, a w latach 1980–1981 zastępca redaktora naczelnego. Był też redaktorem naczelnym miesięcznika „Domy Spółdzielcze” (1962–1967) oraz członkiem kolegium redakcyjnego czasopisma „Przegląd Techniczny – Innowacje”. Był trzykrotnie obejmowany zakazem publikowania z przyczyn politycznych (w tym rocznym w 1967). W okresach tych pracował w Instytucie Ekonomiki i Organizacji Budownictwa. Od 1978 współpracował z prasą drugiego obiegu, uczestniczył w pracach Konwersatorium „Doświadczenie i Przyszłość”. Od 1980 należał do NSZZ „Solidarność”. W październiku 1980 wszedł w skład ZG Stowarzyszenia Dziennikarzy Polskich. Po wprowadzeniu stanu wojennego publikował w pismach niezależnych. W 1982 założył spółdzielnię Murator, firmę doradczą dla budujących indywidualnie, która wydawała poradnik „Murator”. Od 1988 był prezesem Towarzystwa Gospodarczego w Warszawie i członkiem Akcji Gospodarczej. Z ramienia „Solidarności” brał udział w obradach Okrągłego Stołu jako członek zespołu ds. gospodarki i polityki społecznej oraz współprzewodniczący zespołu ds. gospodarki mieszkaniowej. 
W latach 1989–1991 sprawował mandat senatora I kadencji z województwa bydgoskiego. Został wybrany z listy Komitetu Obywatelskiego „Solidarność”, później przeszedł do klubu parlamentarnego Unii Demokratycznej. Od 1989 do 1991 pełnił funkcję ministra gospodarki przestrzennej i budownictwa w rządzie Tadeusza Mazowieckiego. Współzałożyciel Fundacji Rozwoju Demokracji Lokalnej (1989). Współzałożyciel (1992) i przewodniczący zarządu spółki Agora. 
Żonaty, miał troje dzieci, w tym Włodzimierza.
Pochowany na cmentarzu Powązkowskim (kwatera 259/3/9).

## Publikacje
- Ludzie, miasta i mieszkania, 1967.
- Budownictwo - od rzemiosła do przemysłu, 1968.
- Ludzie i mieszkania, 1971.
- Od lepianki do mrówkowca, 1979.
- Drogi i bezdroża monopolisty, 1981.

## Odznaczenia i wyróżnienia
- Krzyż Komandorski Orderu Odrodzenia Polski (2001)[5]
- Medal ZAiKS-u (1998)[6]
- Honorowa Odznaka ZAiKS-u (1993)[6]